# Spencer Gordon Bennet
Spencer Gordon Bennet (né le 5 janvier 1893 à Brooklyn, New York et mort le 8 octobre 1987  à Santa Monica, Californie) est un réalisateur américain, grand spécialiste des serials.

## Biographie
De grande taille (1,88 m), il amorce sa carrière au temps de cinéma muet après avoir répondu à une annonce dans les journaux qui recherchait un cascadeur pour tourner la scène d'un plongeon dans l'Hudson pour le film Hurricane Hutch, réalisé par George B. Seitz en 1921. La même année, il passe à la réalisation avec Behold the Man. Il se fait un nom avec The Green Archer, une adaptation du roman éponyme d'Edgar Wallace en 1925.
Spécialiste des serials pour les grands studios d'Hollywood, il réalise l'enlevant The Green Archer (en) (1925), d'après le roman éponyme d'Edgar Wallace, mais plusieurs de ses œuvres de la période du muet sont aujourd'hui perdues, comme House Without a Key (en) (1926), une enquête du Charlie Chan d'Earl Derr Biggers. Toujours sous la forme de sérials, il tourne des aventures de Zorro (Zorro's Black Whip, en 1944, et Son of Zorro, en 1947) et celles de super-héros de DC Comics, comme Superman ou Batman. Il est le réalisateur à avoir signé au milieu des années 1950 les deux derniers films du genre : Blazing the Overland Trail (1956) et Perils of the Wilderness (1956).
À partir de Rogue of the Rio Grande (1930), son premier film parlant, il réalise aussi de nombreux westerns de série B, plusieurs avec Ken Maynard ou Tex Ritter et deux, Badge of Honor (1934) et The Oil Raider (en) (1934), avec Buster Crabbe.

## Filmographie

### Au cinéma

#### Années 1920
- 1921 : Behold the Man
- 1925 : Sunken Silver
- 1925 : Play Ball (en) (perdu)
- 1925 : The Green Archer (en)
- 1925 : House Without a Key (en)
- 1926 : Snowed In (en) (perdu)
- 1926 : The Fighting Marine (en) (perdu)
- 1926 : House Without a Key (en) (perdu)
- 1927 : Melting Millions (en) (perdu)
- 1927 : Hawk of the Hills (en)
- 1928 : The Man Without a Face (en) (perdu)
- 1928 : The Yellow Cameo (en) (perdu)
- 1928 : The Terrible People (en) (perdu)
- 1928 : Marked Money (en)
- 1928 : The Tiger's Shadow (en)
- 1929 : The Fire Detective (en) (perdu)
- 1929 : Hawk of the Hills
- 1929 : Queen of the Northwoods (en) (en partie perdu)
- 1929 : The Black Book (en)

#### Années 1930
- 1930 : Rogue of the Rio Grande (en)
- 1932 : The Last Frontier (en) (remonté en long métrage la même année sous le titre The Black Ghost)
- 1932 : Midnight Warning (en)
- 1933 : Justice Takes a Holiday
- 1933 : Jaws of Justice
- 1934 : Ferocious Pal
- 1934 : Badge of Honor (en)
- 1934 : The Fighting Rookie
- 1934 : The Oil Raider (en)
- 1934 : Night Alarm (en)
- 1935 : Calling All Cars
- 1935 : Rescue Squad (en)
- 1935 : Get That Man (en)
- 1935 : Heir to Trouble
- 1935 : Western Courage (en)
- 1935 : Lawless Riders
- 1936 : Heroes of the Range
- 1936 : Avenging Waters
- 1936 : The Cattle Thief
- 1936 : The Fugitive Sheriff
- 1936 : The Unknown Ranger
- 1936 : Rio Grande Ranger
- 1937 : Ranger Courage
- 1937 : Law of the Ranger
- 1937 : Reckless Ranger
- 1937 : The Rangers Step In
- 1937 : The Mysterious Pilot
- 1939 : Across the Plains
- 1939 : Riders of the Frontier
- 1939 : Oklahoma Terror
- 1939 : Westbound Stage

#### Années 1940
- 1940 : The Cowboy from Sundown
- 1941 : Ridin' the Cherokee Trail
- 1941 : Arizona Bound
- 1941 : The Gunman from Bodie
- 1942 : They Raid by Night
- 1942 : The Secret Code
- 1942 : La Vallée des hommes perdus (en) (The Valley of the Vanishing Men)
- 1943 : G-men contre le dragon noir (en) (G-Men vs. The Black Dragon)
- 1943 : Calling Wild Bill Elliott
- 1943 : Secret Service in Darkest Africa
- 1943 : The Masked Marvel
- 1943 : Canyon City (en)
- 1943 : California Joe
- 1944 : Beneath Western Skies
- 1944 : Mojave Firebrand
- 1944 : Tucson Raiders
- 1944 : The Tiger Woman (en)
- 1944 : Haunted Harbor
- 1944 : Code of the Prairie
- 1944 : Zorro le vengeur masqué (Zorro's Black Whip)
- 1945 : Manhunt of Mystery Island
- 1945 : Lone Texas Ranger
- 1945 : Federal Operator 99
- 1945 : Le Monstre écarlate (en) (The Purple Monster Strikes)
- 1946 : The Phantom Rider (en)
- 1946 : King of the Forest Rangers
- 1946 : Daughter of Don Q
- 1947 : Le Fils de Zorro (Son of Zorro)
- 1947 : Les Aventures de Brick Bradford (en) (Brick Bradford)
- 1947 : The Black Widow
- 1947 : Le risque-tout de la stratosphère (Brick Bradford)
- 1948 : Superman
- 1948 : Congo Bill
- 1949 : Bruce Gentry
- 1949 : Batman et Robin
- 1949 : The Adventures of Sir Galahad

#### Années 1950

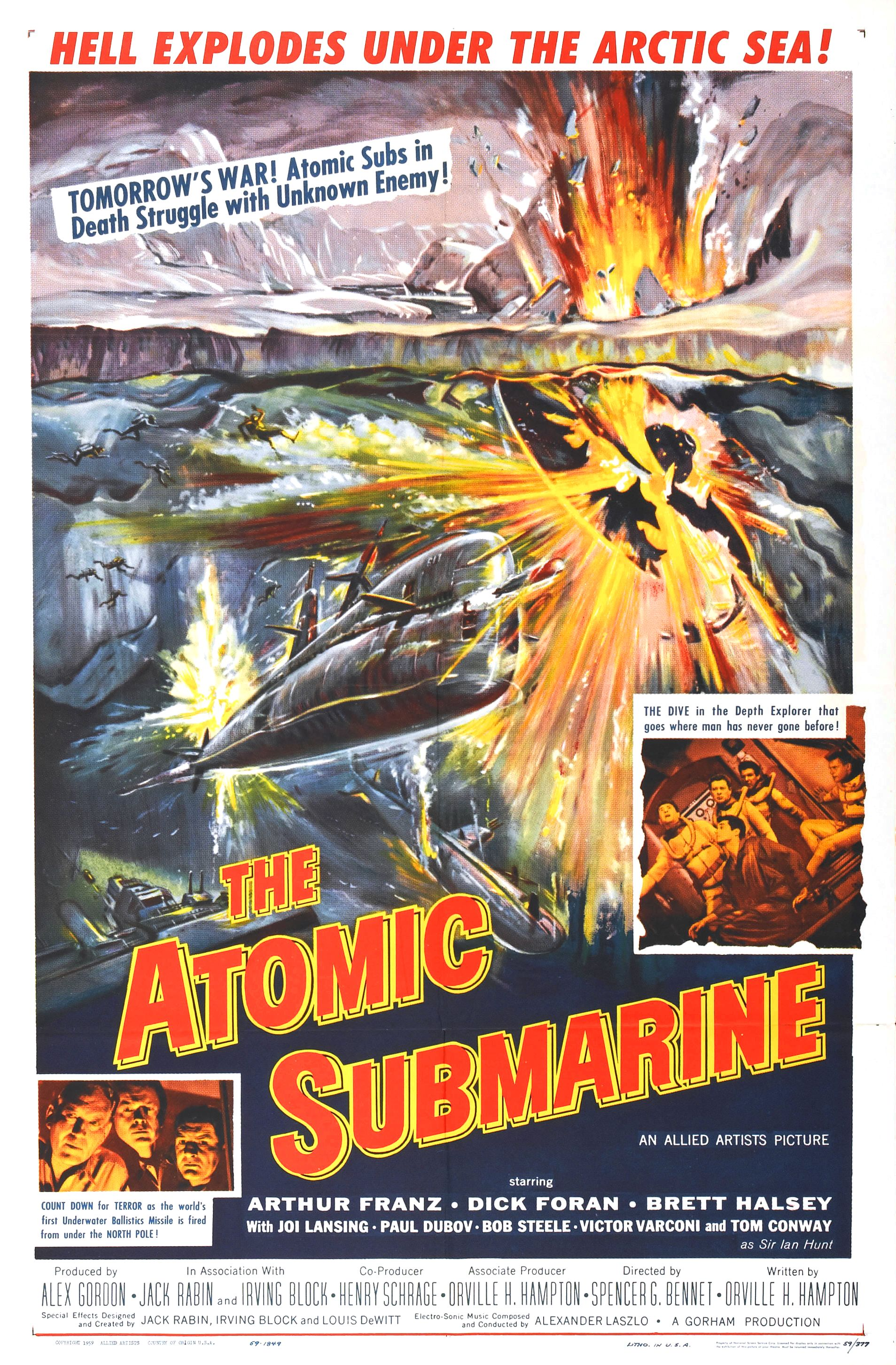
Affiche du film The Atomic Submarine (1959).

- 1950 : Défi à la mort (en) (Cody of the Pony Express)
- 1950 : Atom Man vs. Superman
- 1950 : Pirates of the High Seas
- 1951 : Roar of the Iron Horse - Rail-Blazer of the Apache Trail
- 1951 : Mysterious Island (serial)
- 1951 : Captain Video: Master of the Stratosphere
- 1952 : King of the Congo (serial)
- 1952 : La Levée des Tomahawks (en) (Brave Warrior)
- 1952 : Blackhawk
- 1952 : Voodoo Tiger
- 1952 : Son of Geronimo: Apache Avenger
- 1953 : Révolte dans la jungle (en) (Savage Mutiny)
- 1953 : The Lost Planet
- 1953 : Killer Ape
- 1954 : Gunfighters of the Northwest
- 1954 : Riding with Buffalo Bill
- 1955 : Phantom of the Jungle
- 1955 : Adventures of Captain Africa, Mighty Jungle Avenger!
- 1955 : Devil Goddess
- 1956 : Blazing the Overland Trail
- 1956 : Perils of the Wilderness
- 1958 : Submarine Seahawk
- 1959 : Le Sous-marin atomique (en) (The Atomic Submarine)

#### Années 1960
- 1965 : Requiem for a Gunfighter
- 1965 : Chasseur de primes (The Bounty Killer)
- 1965 : Le Glas du hors-la-loi (en) (Requiem for a Gunfighter)

### À la télévision
- 1953 : Ramar of the Jungle (en) (série télévisée - 8 épisodes)
- 1966 : The Baron's African War
- 1966 : Sombra, the Spider Woman
- 1966 : Sakima and the Masked Marvel
- 1966 : Jungle Gold
- 1966 : F.B.I. 99
- 1966 : D-Day on Mars
- 1966 : Captain Mephisto and the Transformation Machine